# Molophilus nigripes
Molophilus nigripes är en tvåvingeart som beskrevs av Edwards 1921. Molophilus nigripes ingår i släktet Molophilus och familjen småharkrankar.
Artens utbredningsområde är Taiwan. Inga underarter finns listade i Catalogue of Life.